# Kenny Davenport
James Kenyon Davenport (Bolton, 23 de março de 1862 – 29 de setembro de 1908), mais conhecido por Kenny Davenport, foi um futebolista inglês que atuava como ponteiro direito. Entre 1885 e 1890, defendeu as cores da Seleção Inglesa em 2 oportunidades.
James entrou para os anais do futebol por ter sido o autor daquele que é considerado o primeiro gol oficial da história de um campeonato nacional. Seu gol foi anotado no dia 8 de Setembro de 1888, no estádio Pike's Lane, casa do Bolton Wanderers, que foi derrotado pelo Derby County por 3x6, pela Liga Inglesa de 1888-89.
Durante 125 anos, porém, a façanha de ter sido o autor do primeiro gol oficial da história anotado em um campeonato nacional de futebol foi creditada a Gershom Cox, que marcou um gol contra em uma outra partida que estava sendo realizada naquele mesmo dia. Em 2013, porém, uma pesquisa realizada por Robert Boyling em uma biblioteca encontrou registros de que o jogo disputado por Gershom Cox começou meia hora depois do que todos pensavam. Isto  foi fundamental para a reparação do erro na identificação do autor do gol 1 do futebol em campeonatos nacionais, que, desde então, passou a ser creditado a Kenny Davenport. encontraram registros de que esse jogo começou meia hora depois do que todos pensavam, abrindo caminho para que outro jogador conseguisse a honraria póstuma.
Em 22 de novembro de 2016, uma placa comemorativa a "Kenny Davenport, autor do primeiro gol em um campeonato nacional" foi instalada no estádio do Bolton.